# Ruth Ann Davis
Ruth Ann Davis (Keyser, 25 de mayo de 1936-Keyser, 18 de septiembre de 2009) fue una educadora y académica estadounidense en los estados  de Míchigan y Virginia Occidental. En 2008, Davis donó la mayor contribución jamás realizada al Potomac State College de la Universidad de Virginia Occidental, para apoyar becas de enfermería en memoria de su madre, Ruth Ward Davis.
Davis nació en Keyser, Virginia Occidental, en 1936, y se graduó de Keyser High School como mejor estudiante y estudiante de honor en 1954. Obtuvo su título asociado en premedicina del Potomac State College en 1956, su licenciatura en premedicina de la Universidad de Virginia Occidental en 1959, su maestría en ciencias en zoología de la Universidad de West Virginia en 1964 y su doctorado Licenciado en Filosofía en Fisiología por la Escuela de Medicina de la Universidad Estatal Wayne en 1969. De 1968 a 1981, Davis se desempeñó como supervisora de laboratorio y tecnologías médicas en el Hospital Sinai (actual Hospital Sinai-Grace), y en 1983, se desempeñó como instructora clínica en el Centro de Educación Médica Ross.
En 1983, Davis regresó a Keyser para cuidar de sus padres ancianos y comenzó a trabajar en Potomac State College. Davis se unió al personal de la universidad cuando se convirtió en profesora asistente de biología y química en 1985. Davis fue ascendido a profesor asociado de biología y química y recibió la titularidad académica en 1991. En ese momento, también impartió cursos de biología, ciencias médicas y enfermería. En 1995, fue nombrada Profesora Destacada del Año de Potomac State College. Este premio reconoció la excelencia de los profesores en la enseñanza, el servicio comunitario y el desarrollo profesional o la investigación. En el momento de su premio, Davis comentó que la enseñanza era sólo una parte importante de su trabajo en la universidad y que le gustaba especialmente el asesoramiento y la tutoría académica, porque la interacción con los estudiantes era gratificante y agradable. En el momento de su premio, Davis también se desempeñaba como asesora académica en el departamento de biología de la universidad.

## Primeros años y educación
Ruth Ann Davis nació en Keyser, Virginia Occidental, el 25 de mayo de 1936. Era la única hija de George Davis y su esposa Ruth Ward Davis. Su madre era enfermera práctica autorizada. Davis asistió a Keyser High School, donde ganó el premio Golden Horseshoe de Virginia Occidental y se graduó como mejor estudiante y estudiante de honor en 1954.

## Estudios académicos
Davis asistió y se graduó de Potomac State College en Keyser con un título asociado en premedicina en 1956. Luego obtuvo su Licenciatura en premedicina en la Universidad de Virginia Occidental en 1959. Luego, Davis realizó trabajos de posgrado en la Universidad de West Virginia, donde trabajó como asistente de enseñanza graduada en el Departamento de Biología de la Universidad de West Virginia de 1959 a 1962. Davis también fue instructor en el Departamento de Biología de Clark College de 1962 a 1964. En 1964, obtuvo su Maestría en Ciencias en Zoología de la Universidad de Virginia Occidental. Luego realizó estudios de posgrado en la Escuela de Medicina de la Universidad Estatal Wayne y trabajó como instructora de posgrado en el Departamento de Fisiología de la Universidad Estatal Wayne de 1964 a 1968. En junio de 1969, Davis obtuvo su título de Doctora en Filosofía en Fisiología de la Escuela de Medicina de la Universidad Estatal de Wayne. La disertación de Davis versó sobre la cotromboplastina plaquetaria y un estudio comparativo del factor III y el factor VII plaquetarios.

## Carrera académica

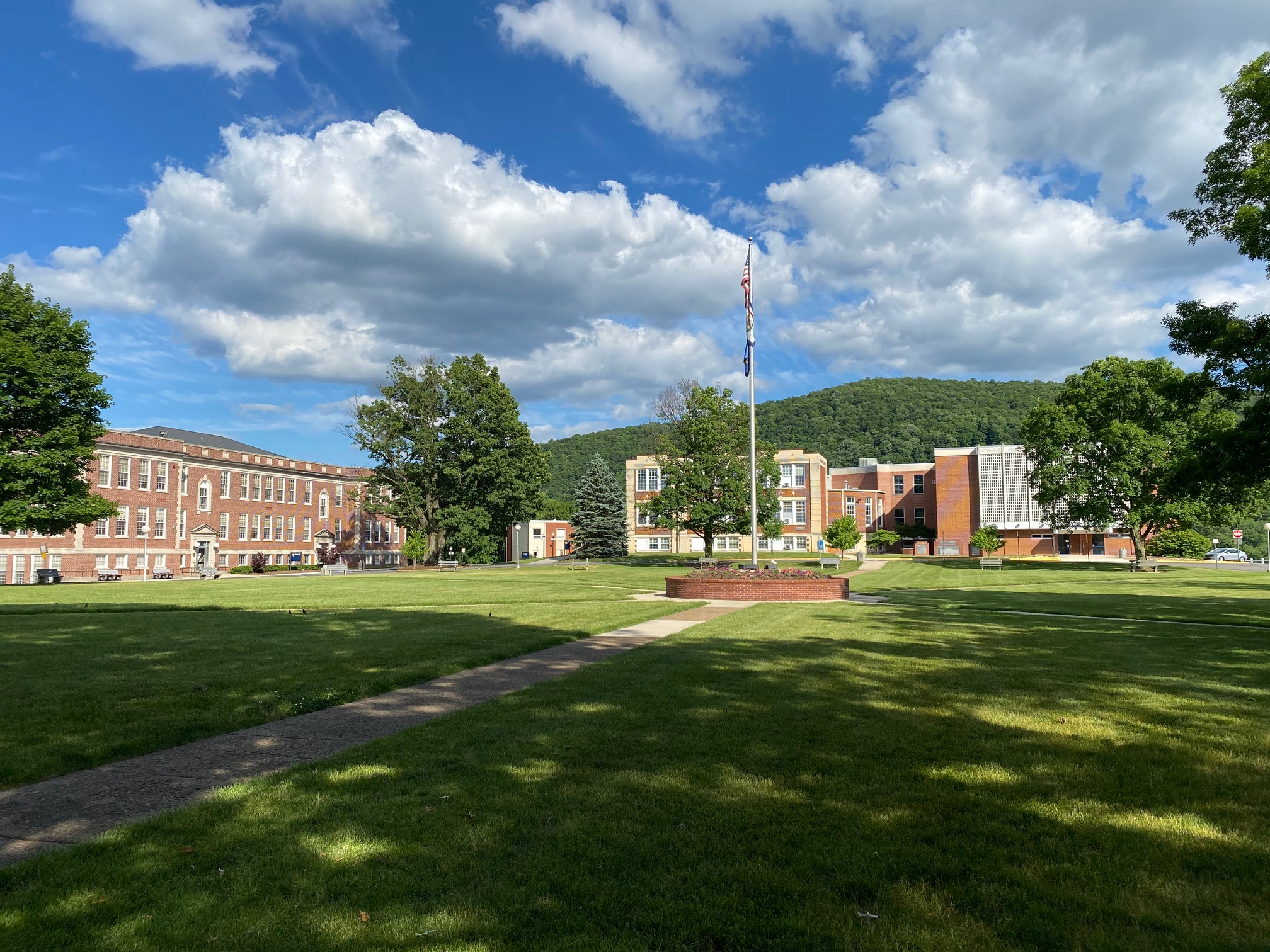
Campus del Potomac State College, con Science Hall a la izquierda.

De 1968 a 1981, Davis se desempeñó como supervisor de laboratorio y tecnologías médicas en Hospital Sinai (actual Hospital Sinai-Grace). En 1983, se desempeñó como instructora clínica en el Centro de Educación Médica Ross.
En 1983, Davis regresó a Keyser para cuidar de sus padres ancianos y comenzó a trabajar en Potomac State College. Davis se unió al personal de la universidad cuando se convirtió en profesora asistente de biología y química en 1985. Davis fue ascendido a profesor asociado de biología y química y recibió la titularidad académica en 1991. At that time, she also taught courses in biology, medical science, and nursing. In 1995, she was named Potomac State College's Outstanding Professor of the Year. This award recognized professors' excellence in teaching, community service, and professional development or research. At the time of her award, Davis commented that teaching was only one important part of her job at the college, and that she especially liked academic advising and mentoring, because the interaction with students was rewarding and enjoyable. At the time of her award, Davis was also serving as an academic adviser in the college's biology department.
Davis fue ascendida a profesora titular en 1998 y se jubiló en diciembre de 2001. Se le concedió el estatus de profesora emérita de biología y química en 2002.

## Afiliaciones organizativas y filantropía
Davis se desempeñó durante mucho tiempo como patrocinadora y asesora de la facultad del Club de Ciencias Biológicas de Potomac State College, y acompañó a los miembros del club en sus viajes anuales a Las Bahamas. También en la universidad, fue miembro de varios comités y participó activamente en el gobierno del profesorado como miembro del Comité de Asesoramiento Académico de la universidad, el Consejo Atlético y el Consejo de Evaluación. Además, Davis impartió clases de reanimación cardiopulmonar de la Asociación Estadounidense del Corazón en la universidad, patrocinó la Feria Regional de Ciencias de Escuelas Secundarias celebrada en la universidad, y fue asesor docente de las porristas de la universidad.
Davis fue miembro durante toda su vida de la Asociación Estadounidense de Mujeres Universitarias y de la Asociación de Mujeres en la Educación Superior de Virginia Occidental. Davis también fue miembro de la Sociedad Irvin Stewart de la Universidad de West Virginia, y de la Sociedad de la Iglesia Ernest y Katharine del Potomac State College. Se desempeñó como miembro de la facultad del Capítulo de Alpha Epsilon Delta de la Universidad de West Virginia.
En octubre de 2008, Davis hizo una donación sustancial que generó ingresos de aproximadamente $ 1 millón a la Fundación de la Universidad de West Virginia en nombre de Potomac State College. Hizo esta donación para apoyar becas de enfermería en memoria de su madre, Ruth Ward Davis. La donación de Davis fue la contribución individual más grande jamás realizada al Potomac State College. El 17 de enero de 2009, se llevó a cabo una recepción en honor a Davis por su donación en el Moran Manor Health Care Center, donde residía en ese momento. La recepción estuvo compuesta por amigos, familiares y antiguos compañeros y estudiantes. Potomac State College también reconoció el regalo de Davis al compilar un libro de recuerdos que contiene recuerdos compartidos por antiguos alumnos, colegas de la facultad y amigos de Davis.

## Últimos años y muerte
Mientras estuvo en Keyser, Davis residió en 161 Center Street. Debido a problemas de salud, Davis se mudó de su residencia al Moran Manor Health Care Center en Westernport, Maryland. Davis murió el 18 de septiembre de 2009 en el Hospital Potomac Valley en Keyser. Sus servicios funerarios se llevaron a cabo en Markwood Funeral Home el 22 de septiembre, seguido de una recepción conmemorativa en el campus de Potomac State College. Las cenizas de Davis fueron guardadas en el cementerio Queens Meadow Point en Keyser.

### Citas
1. 1 2 3 4 5 6 7 8 9 10 11 12 13 14 15 16 17 18 19 20 21 22 23  «Obituaries: Dr. Ruth Ann Davis». Mineral Daily News-Tribune (Keyser, West Virginia). 21 de septiembre de 2009. p. 2. Archivado desde el original el 9 de octubre de 2023. Consultado el 8 de octubre de 2023.
2. 1 2 3 4 5 6 7 8 9 10 11 12 13 14 15 16 17 18 19 20 21 22 23 24 25  «Dr. Ruth Ann Davis [Keyser]». Cumberland Times-News (Cumberland, Maryland). 19 de septiembre de 2009. Archivado desde el original el 21 de febrero de 2022. Consultado el 21 de febrero de 2022.
3. 1 2 3 4 5  «Faculty Promoted, Tenured». Alumni News 30 (1) (Keyser, West Virginia: Potomac State College Alumni Association). Fall 1991. p. 3. Consultado el 21 de febrero de 2022.
4. 1 2 3 4 5 6 7 8 9  «Six PSC faculty earn tenure or promotion». Pasquino (Keyser, West Virginia). 31 de octubre de 1991. p. 3. Archivado desde el original el 9 de octubre de 2023. Consultado el 8 de octubre de 2023.
5. 1 2 3 4 5 6 7 8 9  «Potomac State promotions earned». The Weekender (Keyser, West Virginia). 19 de octubre de 1991. p. 3. Archivado desde el original el 9 de octubre de 2023. Consultado el 8 de octubre de 2023.
6. 1 2 3 4 5 6 7 8 9 10 11 12 13 14 15  «Dr. Ruth Ann Davis is PSC Outstanding Professor of 1995». Mineral Daily News-Tribune (Keyser, West Virginia). 6 de julio de 1995. p. 12. Archivado desde el original el 9 de octubre de 2023. Consultado el 8 de octubre de 2023.
7. 1 2  West Virginia Archives and History (2022). «Birth Record Detail: Ruth Ann Davis». West Virginia Vital Records Database website. West Virginia Department of Arts, Culture and History, West Virginia Archives and History. Archivado desde el original el 22 de febrero de 2022. Consultado el 22 de febrero de 2022.
8. ↑  «Obituaries: Mrs. Ruth W. Davis». Mineral Daily News-Tribune (Keyser, West Virginia). 20 de marzo de 1985. p. 4. Archivado desde el original el 9 de octubre de 2023. Consultado el 8 de octubre de 2023.
9. ↑  West Virginia Archives and History (2021). «Record ID: 3036 for Ann Davis». West Virginia Golden Horseshoe Database website. West Virginia Department of Arts, Culture and History, West Virginia Archives and History. Archivado desde el original el 22 de febrero de 2022. Consultado el 22 de febrero de 2022.
10. 1 2 3 4  «Potomac: Professor emerita recognized for gift to college». Cumberland Times-News (Cumberland, Maryland). 15 de febrero de 2009. p. 2C. Archivado desde el original el 21 de febrero de 2022. Consultado el 21 de febrero de 2022.
11. ↑  «Many Earn Degrees At West Virginia». Cumberland Evening Times (Cumberland, Maryland). 4 de junio de 1959. p. 8. Archivado desde el original el 22 de febrero de 2022. Consultado el 21 de febrero de 2022.
12. ↑  «Keyser Woman Ph.D. Recipient». Mineral Daily News-Tribune (Keyser, West Virginia). 23 de junio de 1969. p. 3. Archivado desde el original el 9 de octubre de 2023. Consultado el 8 de octubre de 2023.
13. ↑  «Gets Degree». Cumberland Evening Times (Cumberland, Maryland). 27 de junio de 1969. p. 8. Archivado desde el original el 22 de febrero de 2022. Consultado el 21 de febrero de 2022.
14. ↑  Davis, 1969, p. title page.
15. 1 2 3 4 5 6 7  «Potomac State to honor professor for gift to college». Cumberland Times-News (Cumberland, Maryland). 6 de enero de 2009. Archivado desde el original el 21 de febrero de 2022. Consultado el 21 de febrero de 2022.
16. 1 2 3 4  «Potomac State receives largest gift in college history». News from the West Virginia University Foundation (Morgantown, West Virginia: West Virginia University Foundation, West Virginia University). Winter 2009. p. 3. Archivado desde el original el 21 de febrero de 2022. Consultado el 21 de febrero de 2022.
17. ↑  «PSC gets historic donation». Mineral Daily News-Tribune (Keyser, West Virginia). 3 de noviembre de 2008. p. 24. Archivado desde el original el 9 de octubre de 2023. Consultado el 8 de octubre de 2023.
18. ↑  West Virginia University Foundation, 2021, p. 4 of the PDF.
19. ↑  «Potomac State honors Professor Emerita Ruth Davis with reception: Retired biology, chemistry educator made largest single gift to Keyser college». Cumberland Times-News (Cumberland, Maryland). 15 de febrero de 2009. p. 1C. Archivado desde el original el 21 de febrero de 2022. Consultado el 21 de febrero de 2022.
20. ↑  «Potomac State honors professor emerita of bio, chem with reception». The Dominion Post (Morgantown, West Virginia). 8 de febrero de 2009. p. 4-H. Archivado desde el original el 22 de febrero de 2022. Consultado el 21 de febrero de 2022.
21. ↑  Trezise, Rene (2 de febrero de 2009). «Davis honored for record-breaking contribution». Mineral Daily News-Tribune (Keyser, West Virginia). p. 1. Archivado desde el original el 9 de octubre de 2023. Consultado el 8 de octubre de 2023.